# Bakarac
Bakarac  (olaszul: Buccarizza) falu Horvátországban, Tengermellék-Hegyvidék megyében. Közigazgatásilag Kraljevicához tartozik.

## Fekvése
Fiumétól 20 km-re (légvonalban 13 km-re) délkeletre, Bakarral átellenben a Bakari-öböl délkeleti csücskében fekszik, így a Bakari-öbölnek ezt a részét Bakaraci-öbölnek is szokták nevezni. Az öböl északi oldalán teraszok láthatók, melyeken egykor a híres Bakarska vodica habzóbor alapanyagául szolgáló szőlőfajtákat termesztették. Az öbölnek ez a részén végig betonozott strandok sorakoznak, melyek nevei Fiume irányából sorban Kupalište, Mala plažica, Palada, Skalada, Melina, Prva kućica, Druga kućica, Sansovo (felette található az azonos nevű futballpálya) és Kavranić (Treća kućica). A Križišće felé emelkedő magaslaton található Turinsko (Turinovo selo).

## Története
Bakarac legrégibb történeti emlékei a római korig nyúlnak vissza. A Gradac nevű magaslaton római erődítmény maradványaira bukkantak. 276-ból Marcus Annius Florianus római császár idejéből származik az itt talált mérföldkő. Területén a középkorig valószínűleg katonai település volt, majd a középkorban a Frangepánok vinodoli hercegségéhez tartozott. A hreljini uradalom kikötője volt. A falu gazdasági életében az egyik legnagyobb szerepet a bakaraci tunerek játszották. Alkalmazásuk pontos kezdete nem ismert, de Frangepánok és a Zrínyiek idején már használatban voltak. Ezeknek a halrajok mozgását figyelő őrhelyeknek köszönhetően Bakarac az Adria leggazdagabb tonhal halászati területévé fejlődött. A falu közelében még két ilyen régi fából épített tuner is található. 1857-ben 229, 1910-ben 392 lakosa volt. A trianoni békeszerződésig Modrus-Fiume vármegye Sušaki járásához tartozott. 2011-ben 315-en lakták.

## Lakosság

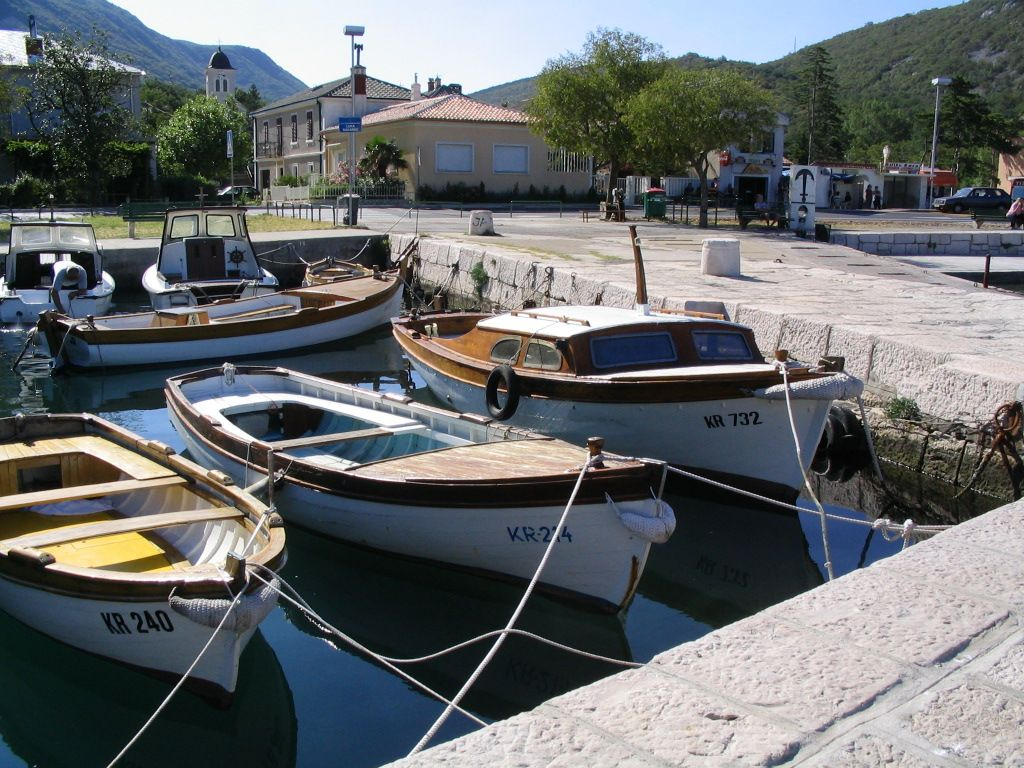
Bakaraci bárkák

| Lakosság változása | Lakosság változása | Lakosság változása | Lakosság változása | Lakosság változása | Lakosság változása | Lakosság változása | Lakosság változása | Lakosság változása | Lakosság változása | Lakosság változása | Lakosság változása | Lakosság változása | Lakosság változása | Lakosság változása | Lakosság változása |
| ------------------ | ------------------ | ------------------ | ------------------ | ------------------ | ------------------ | ------------------ | ------------------ | ------------------ | ------------------ | ------------------ | ------------------ | ------------------ | ------------------ | ------------------ | ------------------ |
| 1857               | 1869               | 1880               | 1890               | 1900               | 1910               | 1921               | 1931               | 1948               | 1953               | 1961               | 1971               | 1981               | 1991               | 2001               | 2011               |
| 229                | 280                | 281                | 308                | 359                | 392                | 427                | 353                | 320                | 296                | 301                | 274                | 260                | 274                | 307                | 315                |

## Nevezetességei
- Szent Péter és Pál apostolok tiszteletére szentelt plébániatemploma a 18. században épült, mai formáját 1906-ban az átépítés során nyerte el.
- A Szentháromság templom Bakarac és Križišće között áll, ma a križišćei plébániához tartozik. Egykor ez volt Bakarac plébániatemploma, Bakaracból ma is aszfaltozott út vezet hozzá. Mi állapota eléggé elhanyagolt. A körülötte volt temetőt benőtte az erdő, a vele egykor szemben állt plébánia épülete egészen elpusztult, csak romjai láthatók. A templom valószínűleg még a 13. században épült, első említése Szent Rókus kápolnaként a 15. században történt. Mellette vezetett a Hreljinből Bakaracra menő ősi út, mely az itt talált római mérföldkő alapján már az ókorban is megvolt. A templom tornyában egykor egy 14. századi harang volt, mely ma a zágrábi művészeti múzeumban látható.
- Bakarac arról is nevezetes, hogy valószínűleg itt fúj a legerősebben a bóra Európában.